# Gneu Ogulni
Gneu Ogulni (llatí: Cnaeus Ogulnius) va ser un magistrat romà membre de la gens Ogúlnia, d'origen plebeu.
Va ser tribú de la plebs l'any 300 aC, quan junt amb el seu germà Quint Ogulni va proposar la llei Ogúlnia, per la qual el nombre de pontífexs va ser incrementat de 4 a 8 i el d'àugurs de 4 a 9. La Llei establia també que 4 dels pontífexs i 5 dels àugurs havien de ser plebeus. Per damunt dels 8 pontífexs es creu que se situava el pontífex màxim, càrrec en mans dels patricis fins al 254 aC quan el plebeu Tiberi Coruncani va assolir el càrrec per primer cop.
Va ser també edil curul el 296 aC, altre cop amb el seu germà i van perseguir diverses persones acusades de violar les lleis de la usura. Amb les multes recollides van poder realitzar alguns treballs públics. Després d'aquest any Gneu Ogulni ja no és mencionat per cap autor.